# Rhodon (rivière)
Pour les articles homonymes, voir Rhodon.
Le Rhodon est un ruisseau des Yvelines, il prend sa source dans le bois de Trappes, c'est un affluent de l'Yvette et un sous-affluent de la Seine par l'Orge.

## Géographie
De 9,7 km de longueur, le Rhodon prend source dans la commune du Mesnil-Saint-Denis, près du lieu-dit Rodon, à 158 m d'altitude. Il passe à proximité de l'abbaye de Port-Royal des Champs et se jette dans l'Yvette à Saint-Rémy-lès-Chevreuse, à 71 m d'altitude.

### Communes traversées
Le Rhodon traverse (de l'amont vers l'aval) les sept communes suivantes : Le Mesnil-Saint-Denis (source), Trappes, Magny-les-Hameaux, Saint-Lambert, Milon-la-Chapelle, Chevreuse et Saint-Rémy-lès-Chevreuse. Il donne son nom à un quartier commun aux communes de Chevreuse et Saint-Rémy-lès-Chevreuse qu'il traverse.

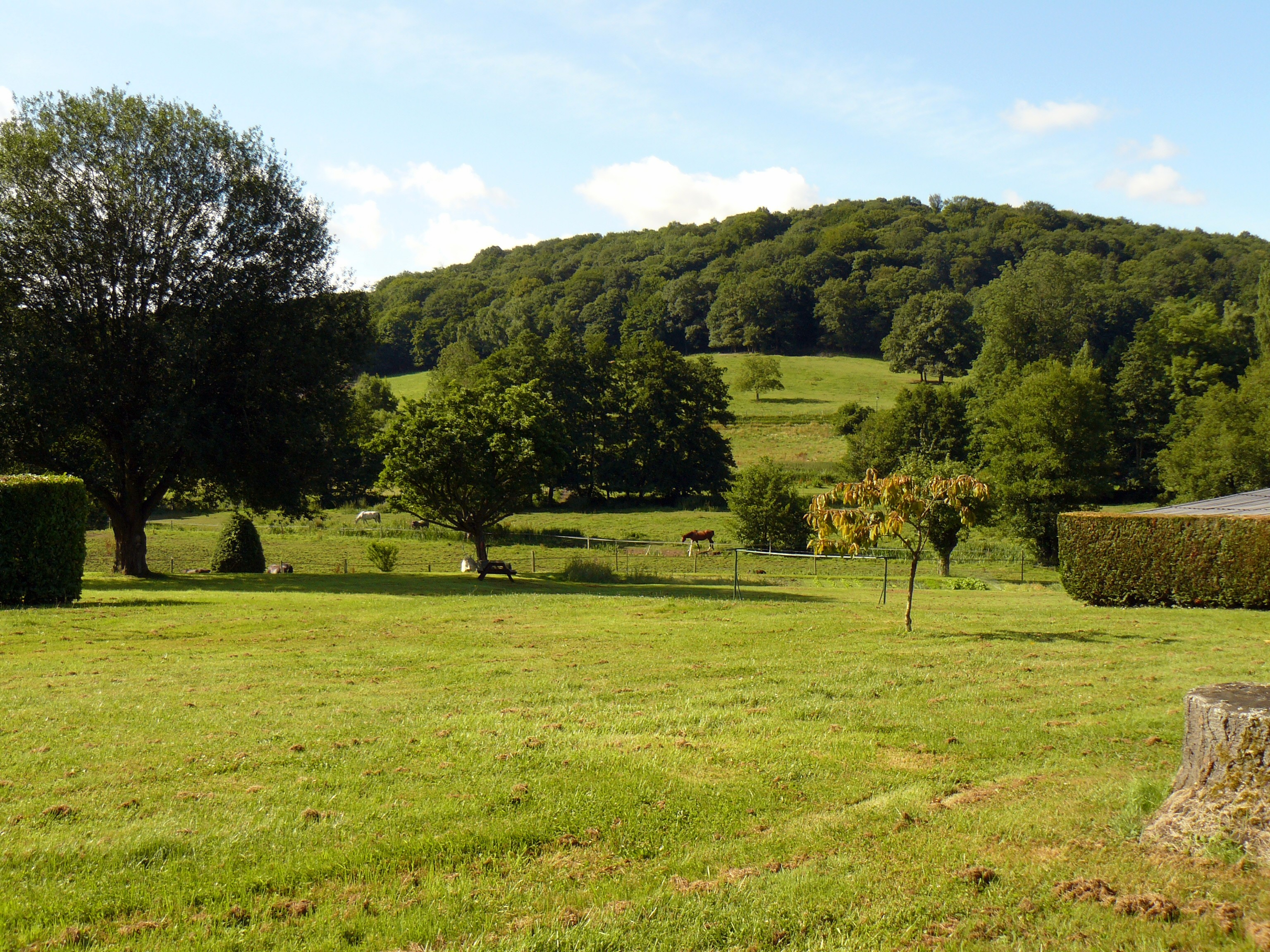
La vallée du Rhodon à Milon-la-Chapelle

## Organisme gestionnaire
Le Rhodon est géré par le Syndicat intercommunal pour l'aménagement hydraulique de la vallée de l'Yvette (SIAHVY) organisme créé en 1945 regroupant 34 communes riveraines de l'Yvette et de ses affluents.

## Qualité de l'eau

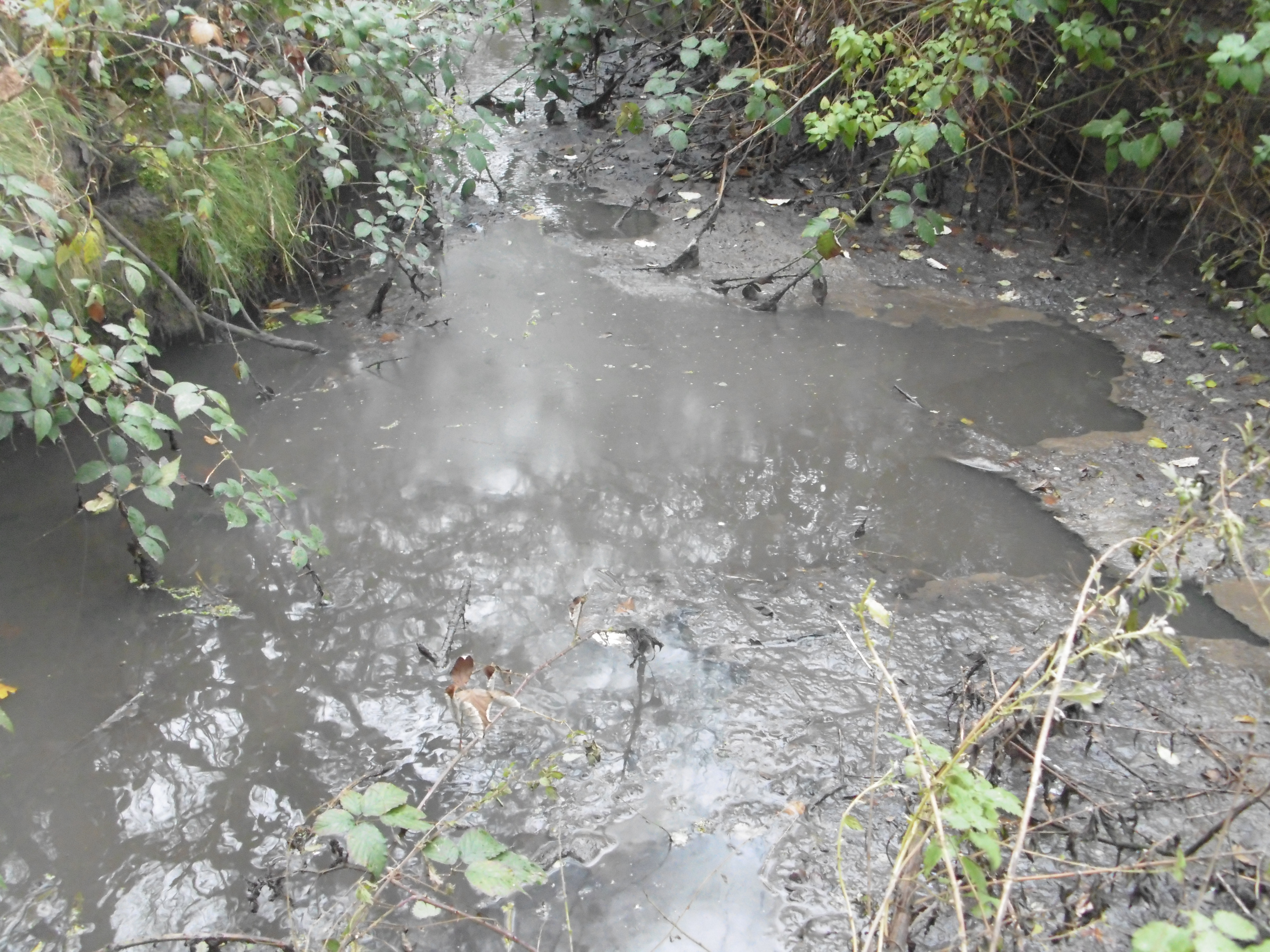
Le Rhodon en forêt de Trappes, pollution du 08.12.2017

Une étude réalisée par le Parc naturel régional (PNR) de la Haute Vallée de Chevreuse en 1997-1998 a révélé que la qualité de l'eau était médiocre. Il est même considéré comme le cours d'eau le plus pollué du PNR. Début 2017, le Rhodon a subi un épisode de pollution de plusieurs semaines. En janvier 2017, un riverain, Président de l'aavre, avait alerté la police de l'eau de la présence de boues graisseuses et noirâtres à la surface du cours d'eau. Les prélèvements effectués par la gendarmerie n'ont pas apporté d'informations sur l'origine de cette pollution à cause d'une erreur de procédure. La station d'épuration du Mesnil-Saint-Denis et de La Verrière a été condamnée par le Tribunal correctionnel le 4 juillet 2019 et a été mise à nouveau en cause dans le rapport de l'Expert judiciaire de janvier 2021 lors des prélèvements des boues d'épuration par Hydrosphère en 2019 en sortie de station, voir le site de l'aavre

## Milieu naturel

### Faune et flore

#### Faune
L'étang des Noés ("source" du Rhodon) joue un rôle important pour l'accueil et la reproduction des oiseaux des zones humides. Y ont été signalés le canard souchet, la sarcelle d'hiver, la bécassine des marais, le Blongios nain et le râle d'eau. Le butor étoilé y passe aussi régulièrement en hiver.
Plus en aval, deux gîtes d'hibernation de chiroptères ont été observés sur le domaine de l'abbaye de Port-Royal-des-Champs. Ils abritent, durant l'hiver, cinq espèces de chauves-souris (le grand murin, l'oreillard roux, le Murin de Daubenton, le Murin de Natterer et le Murin à moustaches) totalisant 40 individus.

#### Flore
Les prairies humides, le ravins forestiers et le fonds tourbeux de la vallée du Rhodon abritent diverses espèces de plantes, dont certaines rares et protégées en Île-de-France. Parmi elles, la Léersie Faux-riz, la Stellaire glauque, le Pâturin des marais, l'Ophioglosse commun, la Fougère des marais et l'Orchis négligé.
Les ravins forestiers creusés par le cours d'eau hébergent des fougères très rares dans la région comme le Polystic à soies. 

### Protection environnementale
La vallée du Rhodon depuis l'étang des Noés en amont jusqu'au limites de l'urbanisation dans la vallée de l'Yvette en aval, est classée Zone naturelle d'intérêt écologique, faunistique et floristique (ZNIEFF) de niveau 2, laquelle inclut plusieurs ZNIEFF de type 1. Quelques parcelles font aussi partie du site Natura 2000 : "Tourbières et prairies tourbeuses de la forêt d'Yveline".